# Callionymus obscurus
 Callionymus obscurus és una espècie de peix de la família dels cal·lionímids i de l'ordre dels cipriniformes que es troba a l'oest del Pacífic central.